# Список призерів чемпіонатів України з легкої атлетики серед чоловіків (позастадіонні бігові дисципліни)
Цей список включає призерів чемпіонатів України з легкої атлетики в чоловічих бігових дисциплінах поза стадіоном за всі роки їх проведення.

## Шосейний біг

### 1 миля
- Чемпіонати України з шосейного бігу на 1 милю проводяться з 2013[1]

| Чемпіонат | Золото                                | Срібло                                | Бронза                                 |
| --------- | ------------------------------------- | ------------------------------------- | -------------------------------------- |
| 1992—2012 | чемпіони не визначались               |                                       |                                        |
| 2013      | Олександр Борисюк Волинська область   | Артем Казбан Дніпропетровська область | Володимир Киц Київська область         |
| 2014      | Артем Казбан Дніпропетровська область | Володимир Киц Київська область        | Іоан Зайзан Румунія                    |
| 2015      | Станіслав Маслов Київська область     | Володимир Киц Київська область        | В'ячеслав Олішевський Київська область |
| 2016      | Володимир Киц Київська область        | Станіслав Маслов Київська область     | Сергій Березюк Волинська область       |
| 2017      | Володимир Киц Київська область        | Станіслав Маслов Київська область     | Олег Озарко Івано-Франківська область  |
| 2018      | Володимир Киц Київська область        | Василь Коваль Житомирська область     | Микола Пацула Волинська область        |
| 2019      | Володимир Киц Чернівецька область     | Василь Коваль Волинська область       | Сергій Березюк Волинська область       |
| 2020      | чемпіон не визначався                 |                                       |                                        |
| 2021      | Олег Миронець Чернівецька область     | Володимир Киц Київська область        | Микола Пацула Волинська область        |
| 2022      | чемпіон не визначався                 |                                       |                                        |
| 2023      | Олег Миронець Чернівецька область     | Василь Коваль Житомирська область     | Олександр Вуйко Вінницька область      |
| 2024      | чемпіон не визначався                 |                                       |                                        |

### 5 кілометрів
- Чемпіонати України з шосейного бігу на 5 кілометрів проводяться з 2023

| Чемпіонат | Золото                              | Срібло                          | Бронза                            |
| --------- | ----------------------------------- | ------------------------------- | --------------------------------- |
| 1992—2022 | чемпіони не визначались             |                                 |                                   |
| 2023      | Андрій Атаманюк Хмельницька область | Ігор Порозов Київська область   | Василь Коваль Житомирська область |
| 2024      | Вадим Лонський Донецька область     | Максим Караїм Львівська область | Дмитро Долинчук Волинська область |
| 2025      | чемпіон не визначався               |                                 |                                   |

### 10 кілометрів
- Чемпіонати України з шосейного бігу на 10 кілометрів проводяться з 2007[2]

Шаблон:Список призерів чемпіонатів України з шосейного бігу на 10 кілометрів серед чоловіків

### 20 кілометрів
- Чемпіонати України з шосейного бігу на 20 кілометрів проводились упродовж 2006—2011 років замість чемпіонатів України з напівмарафону

| Чемпіонат  | Золото                                 | Срібло                                       | Бронза                                      |
| ---------- | -------------------------------------- | -------------------------------------------- | ------------------------------------------- |
| 1992—2005  | чемпіони не визначались                |                                              |                                             |
| 2006       | Олександр Кузін Донецька область       | Антон Симонов Дніпропетровська область       | Олександр Дорофеєв Запорізька область       |
| 2007       | Ігор Гелетій Івано-Франківська область | Андрій Топтун Київ                           | Максим Янішевський Дніпропетровська область |
| 2008       | Віталій Рибак Чернівецька область      | Тарас Сало Львівська область                 | Микола Юхимчук Волинська область            |
| 2009       | Іван Бабарика Рівненська область       | Антон Симонов Дніпропетровська область       | Олександр Матвійчук Хмельницька область     |
| 2010       | Ігор Олефіренко Волинська область      | Олександр Тершовчин Дніпропетровська область | Василь Коваль Вінницька область             |
| 2011       | Сергій Зачепа Донецька область         | Віталій Дмитрюк Чернівецька область          | Роман Романенко Закарпатська область        |
| після 2011 | чемпіони не визначались                |                                              |                                             |

### Напівмарафон
| Чемпіонат | Золото                                                              | Срібло                                   | Бронза                                   |
| --------- | ------------------------------------------------------------------- | ---------------------------------------- | ---------------------------------------- |
| 1992—1998 | чемпіони не визначались                                             |                                          |                                          |
| 1999      | Ігор Осьмак Київ                                                    | Андрій Наумов Донецька область           | Олександр Кузін Дніпропетровська область |
| 2000      |                                                                     |                                          |                                          |
| 2001      |                                                                     |                                          |                                          |
| 2002      |                                                                     |                                          |                                          |
| 2003      | Микола Рудик Вінницька область                                      | Леонід Рибак Хмельницька область         | Андрій Топтун Київ                       |
| 2004      | Василь Матвійчук Хмельницька область                                | Василь Ремщук Вінницька область          | Олександр Кузін Дніпропетровська область |
| 2005      |                                                                     |                                          |                                          |
| 2006-2011 | чемпіонати не проводилися (чемпіони визначались на дистанції 20 км) |                                          |                                          |
| 2012      | чемпіон не визначався                                               |                                          |                                          |
| 2013      | Ігор Русс Київ                                                      | Юрій Русюк Волинська область             | Сергій Дуган Чернівецька область         |
| 2014      | Роман Романенко Дніпропетровська область                            | Ігор Гелетій Івано-Франківська область   | Сергій Українець Рівненська область      |
| 2015      | Роман Романенко Дніпропетровська область                            | Юрій Русюк Волинська область             | Дмитро Пожевілов Харківська область      |
| 2016      | Юрій Русюк Волинська область                                        | Роман Романенко Дніпропетровська область | Олександр Бабарика Рівненська область    |
| 2017      | Роман Романенко Дніпропетровська область                            | Ігор Порозов Хмельницька область         | Руслан Крамарюк Чернівецька область      |
| 2018      | Ігор Гелетій Івано-Франківська область                              | Юрій Русюк Волинська область             | Ігор Русс Київська область               |
| 2019      | Ігор Олефіренко Київська область                                    | Олександр Сітковський Донецька область   | Артем Казбан Дніпропетровська область    |
| 2020      | Богдан-Іван Городиський Київ                                        | Микола Нижник Київ                       | Ігор Порозов Дніпропетровська область    |
| 2021      | Богдан-Іван Городиський Київ                                        | Дмитро Сірук Рівненська область          | Микола Нижник Київ                       |
| 2022      | чемпіон не визначався                                               |                                          |                                          |
| 2023      | Микола Нижник Київ                                                  | Дмитро Сірук Рівненська область          | Іван Стребков Тернопільська область      |
| 2024      | чемпіон не визначався                                               |                                          |                                          |
| 2025      | Богдан-Іван Городиський Київ                                        | Вадим Лонський Донецька область          | Іван Стребков Тернопільська область      |

### Марафон
| Чемпіонат | Золото                                   | Срібло                                       | Бронза                                   |
| --------- | ---------------------------------------- | -------------------------------------------- | ---------------------------------------- |
| 1992      |                                          |                                              |                                          |
| 1993      |                                          |                                              |                                          |
| 1994      |                                          |                                              |                                          |
| 1995      |                                          |                                              |                                          |
| 1996      |                                          |                                              |                                          |
| 1997      |                                          |                                              |                                          |
| 1998      |                                          |                                              |                                          |
| 1999      |                                          |                                              |                                          |
| 2000      |                                          |                                              |                                          |
| 2001      |                                          |                                              |                                          |
| 2002      |                                          |                                              |                                          |
| 2003      | Олександр Головницький Волинська область | Руслан Кандиба Івано-Франківська область     | Олексій Поминчук Рівненська область      |
| 2004      | Сергій Крижко Запорізька область         |                                              |                                          |
| 2005      | Віктор Роговий Київ                      | Андрій Голіней Івано-Франківська область     | Євген Шурхно Донецька область            |
| 2006      | Андрій Голіней Івано-Франківська область | Віктор Роговий Київ                          | Євген Шурхно Донецька область            |
| 2007      | Юрій Гичун Рівненська область            | Валерій Деканенко Луганська область          | Олександр Головницький Волинська область |
| 2008      | Олексій Рибальченко Донецька область     | Микола Юхимчук Волинська область             | Сергій Оксенюк Волинська область         |
| 2009      | Олексій Рибальченко Донецька область     | Микола Юхимчук Волинська область             | Олександр Матвійчук Хмельницька область  |
| 2010      | Василь Ремщук Вінницька область          | Ярослав Мушинський Молдова                   | Антон Сімонов Дніпропетровська область   |
| 2011      | Олександр Сітковський Донецька область   | Олександр Бабарика Рівненська область        | Віталій Шафар Волинська область          |
| 2012      | Ігор Олефіренко Волинська область        | Василь Ремщук Вінницька область              | Михайло Іверук Рівненська область        |
| 2013      | Ігор Олефіренко Київська область         | Ейоб Волдегіоргіс Ефіопія                    | Михайло Іверук Рівненська область        |
| 2014      | Роман Романенко Дніпропетровська область | Юрій Русюк Волинська область                 | Сергій Українець Рівненська область      |
| 2015      | Ігор Олефіренко Київська область         | Олександр Сітковський Донецька область       | Ігор Русс Київ                           |
| 2016      | Сергій Марчук Сумська область            | Сергій Українець Рівненська область          | Гігла Зільберштейн Грузія                |
| 2017      | Артем Піддубний Донецька область         | Анатолій Бондаренко Дніпропетровська область | Роман Гаврилюк Закарпатська область      |
| 2018      | Микола Юхимчук Волинська область         | Ігор Порозов Дніпропетровська область        | Артем Піддубний Донецька область         |
| 2019      | Богдан-Іван Городиський Київ             | Микола Нижник Київ                           | Ігор Гелетій Івано-Франківська область   |
| 2020      | чемпіон не визначався                    |                                              |                                          |
| 2021      | Ігор Гелетій Івано-Франківська область   | Віталій Шафар Волинська область              | Ігор Олефіренко Київська область         |
| 2022      | чемпіон не визначався                    |                                              |                                          |
| 2023      | чемпіон не визначався                    |                                              |                                          |
| 2024      | Дмитро Сірук Рівненська область          | Роман Стоянов Одеська область                | Артем Казбан Київ                        |

### 50 кілометрів
| Чемпіонат | Золото                                | Срібло                                    | Бронза                                |
| --------- | ------------------------------------- | ----------------------------------------- | ------------------------------------- |
| 1992—2014 | чемпіони не визначались               |                                           |                                       |
| 2015      | Роман Гаврилюк Закарпатська область   | Сергій Тарабан Сумська область            | Андрій Павелко Харківська область     |
| 2016      | Роман Гаврилюк Закарпатська область   | Володимир Болдирев Росія                  | Єгор Купалкін-Луговий Київ            |
| 2017-2020 | чемпіони не визначались               |                                           |                                       |
| 2021      | Олександр Кодак Полтавська область    | В'ячеслав Олішевський Житомирська область | Ігор Панченко Сумська область         |
| 2022-2023 | чемпіони не визначались               |                                           |                                       |
| 2024      | Микола Давиденко Чернігівська область | Богдан Сологуб Вінницька область          | Сергій Попов Київ                     |
| 2025      | Роман Скурідін Луганська область      | Віктор Романюк Дніпропетровська область   | Михайло Пономаренко Луганська область |

### 100 кілометрів
| Чемпіонат | Золото                                  | Срібло                                      | Бронза                                    |
| --------- | --------------------------------------- | ------------------------------------------- | ----------------------------------------- |
| 1992-2013 | чемпіони не визначались                 |                                             |                                           |
| 2014      | Роман Гаврилюк Закарпатська область     | Руслан Красовський Сумська область          | Віталій Носов Рівненська область          |
| 2015      | Павло Степаненко Волинська область      | Тарас Чорний Чернігівська область           | Сергій Ковальський Сумська область        |
| 2016      | Ігор Саханда Київ                       | Сергій Ковальський Сумська область          | Тарас Чорний Чернігівська область         |
| 2017-2020 | чемпіони не визначались                 |                                             |                                           |
| 2021      | Назарій Гнат Київ                       | Андрій Камінський Івано-Франківська область | Олексій Олексієнко Київ                   |
| 2022-2023 | чемпіони не визначались                 |                                             |                                           |
| 2024      | Віктор Романюк Дніпропетровська область | Ярослав Ярошук Київ                         | Олександр Радченко Київ                   |
| 2025      | Антон Джулай Київ                       | Олександр Радченко Київ                     | В'ячеслав Олішевський Житомирська область |

### 12-годинний біг
- Після тривалої перерви, проведення чемпіонатів України з 12-годинного бігу планувалось поновити з 2007[3]

| Чемпіонат | Золото                                    | Срібло                              | Бронза                                     |
| --------- | ----------------------------------------- | ----------------------------------- | ------------------------------------------ |
| 1992-2014 | чемпіони не визначались                   |                                     |                                            |
| 2015      | Роман Гут Херсонська область              | Ілля Гут Херсонська область         | Сергій Купінець Львівська область          |
| 2016      | Ігор Мудрик Вінницька область             | Назар Вежичанін Рівненська область  | Андрій Шимко Дніпропетровська область      |
| 2017      | Андрій Шимко Запорізька область           | Артур Мамедов Одеська область       | Сергій Остаповець Вінницька область        |
| 2018      | Олександр Радіонюк Київ                   | Александр Рекало Полтавська область | Олександр Данилюк Дніпропетровська область |
| 2019      | Анатолій Новак Львівська область          | Юрій Черношей Білорусь              | Сергій Гоцуляк Миколаївська область        |
| 2020      | Олександр П'ятаков Закарпатська область   | Максим Попов Житомирська область    | Андрій Козир Закарпатська область          |
| 2021      | В'ячеслав Олішевський Житомирська область | Віталій Степанчук Київська область  | Дмитро Міхєєв Дніпропетровська область     |
| 2022-2023 | чемпіони не визначались                   |                                     |                                            |
| 2024      | Володимир Ханас Львівська область         | Віктор Гребельський Київ            | Андрій Калмиков Київ                       |
| 2025      | Анатолій Новак Львівська область          | Максим Пендищук Львівська область   | Микола Луговий Волинська область           |

### Добовий біг
- Після тривалої перерви, проведення чемпіонатів України з добового бігу планувалось поновити з 2007[3]

| Чемпіонат  | Золото                                 | Срібло                                 | Бронза                                      |
| ---------- | -------------------------------------- | -------------------------------------- | ------------------------------------------- |
| 1992-2006  | чемпіони не визначались                |                                        |                                             |
| 2007       | Андрій Солодовніков Запорізька область | Михайло Богданов АР Крим               | Володимир Васютін Запорізька область        |
| 2008       | Костянтин Баранкевич Одеська область   | Олександр Борт Херсонська область      | Олександр Пономарьов Донецька область       |
| 2009       |                                        |                                        |                                             |
| 2010       |                                        |                                        |                                             |
| 2011       |                                        |                                        |                                             |
| 2012       |                                        |                                        |                                             |
| 2013       | Олег Яковлєв Росія                     | Костянтин Патрікєєв Росія              | Олександр Грішин Росія                      |
| 2014       | Ігор Мудрик Вінницька область          | Олександр Косик Київ                   | Микола Крук Київ                            |
| 2015       | Микола Крук Київ                       | Олександр Лашин Київ                   | Олександр Парфенюк Дніпропетровська область |
| 2016       | Андрій Ткачук Закарпатська область     | Микола Перехожук Львівська область     | Михайло Український Запорізька область      |
| 2017       | Андрій Ткачук Закарпатська область     | Дмитро Міхєєв Дніпропетровська область | Андрій Терпяк Закарпатська область          |
| 2018       | Андрій Ткачук Закарпатська область     | Валерій Шипунов Львівська область      | Володимир Рижук Хмельницька область         |
| 2019       | Андрій Ткачук Закарпатська область     | Дмитро Краснов Одеська область         | Юрій Тростенюк Вінницька область            |
| 2020       | Володимир Ханас Закарпатська область   | Дмитро Міхєєв Дніпропетровська область | Тарас Христенко Київ                        |
| 2021       | Орест Малованюк Чернівецька область    | Сергій Черемисін Вінницька область     | Тарас Христенко Київ                        |
| після 2021 | чемпіони не визначались                |                                        |                                             |

### 48-годинний біг
- Чемпіонати України з 48-годинного бігу проводяться з 2011[4]

| Чемпіонат  | Золото                                 | Срібло                                    | Бронза                                    |
| ---------- | -------------------------------------- | ----------------------------------------- | ----------------------------------------- |
| 1992-2010  | чемпіони не визначались                |                                           |                                           |
| 2011       | Юрій Тростенюк Вінницька область       | Олександр Харко Київ                      | Сергій Лебедєв Росія                      |
| 2012       | Олександр Борт Херсонська область      | Олександр Грішин Росія                    | Юрій Тростенюк Вінницька область          |
| 2013       | Юрій Шилов Дніпропетровська область    | Василь Дюкін Росія                        | Дмитро Пасічник Вінницька область         |
| 2014       | Дмитро Пасічник Вінницька область      | Микола Крук Київ                          | Валерій Боженов Донецька область          |
| 2015       | Євген Малик Полтавська область         | Михайло Український Запорізька область    | Володимир Сухоставський Вінницька область |
| 2016       | Михайло Український Запорізька область | Володимир Сухоставський Вінницька область | Микола Крук Київ                          |
| 2017       | Михайло Український Запорізька область | Дмитро Міхєєв Дніпропетровська область    | Андрій Терпяк Закарпатська область        |
| 2018       | Андрій Ткачук Закарпатська область     | Андрій Василенко Донецька область         | Дмитро Міхєєв Дніпропетровська область    |
| 2019       | Андрій Ткачук Закарпатська область     | Дмитро Краснов Одеська область            | Сергій Ян Миколаївська область            |
| 2020       | Валерій Шажко Львівська область        | Дмитро Краснов Одеська область            | Дмитро Войтко Одеська область             |
| 2021       | Андрій Ткачук Закарпатська область     | Сергій Ведмицький Чернігівська область    | Дмитро Краснов Одеська область            |
| після 2021 | чемпіони не визначались                |                                           |                                           |

## Трейл
- Чемпіонати України з трейлу проводяться з 2015[5]

| Чемпіонат    | Золото                                 | Срібло                                        | Бронза                               |
| ------------ | -------------------------------------- | --------------------------------------------- | ------------------------------------ |
| 1992-2014    | чемпіони не визначались                |                                               |                                      |
| 2015         | Руслан Красовський Сумська область     | Олександр Марчук Вінницька область            | Олег Якимчук Вінницька область       |
| 2016         | Андрій Півень Дніпропетровська область | Андрій Ткач Львівська область                 | Дмитро Джміль Закарпатська область   |
| 2017         | Сергій Попов Київ                      | Володимир Крицкалюк Івано-Франківська область | Сергій Сапіга Тернопільська область  |
| 2018         | Олег Сурженко Київ                     | Сергій Сапіга Тернопільська область           | Валерій Шипунов Львівська область    |
| 2019         | Сергій Попов Київ                      | Андрій Ткачук Львівська область               | Олексій Борисенко Київ               |
| 2020         | чемпіони не визначались                |                                               |                                      |
| 2021 (40 км) | Олександр Ченікало Львівська область   | Сергій Расчупкін Закарпатська область         | Богдан Добранський Львівська область |
| 2021 (80 км) | Андрій Ткачук Закарпатська область     | Олександр Скороход Київ                       | Сергій Попов Київ                    |
| після 2021   | чемпіони не визначались                |                                               |                                      |

## Гірський біг
- Чемпіонати України з гірського бігу проводяться з 2004[6]. Окремі чемпіонати з гірського бігу вгору почали проводитись з 2015, а на довгу дистанцію — з 2016.

| Чемпіонат         | Золото                                | Срібло                                        | Бронза                                        |
| ----------------- | ------------------------------------- | --------------------------------------------- | --------------------------------------------- |
| 1992-2003         | чемпіони не визначались               |                                               |                                               |
| 2004              |                                       |                                               |                                               |
| 2005              |                                       |                                               |                                               |
| 2006              |                                       |                                               |                                               |
| 2007              | Тарас Сало Львівська область          | Анатолій Малий Закарпатська область           | Роман Чепіль Львівська область                |
| 2008              | Сергій Бондар Київ                    | Сергій Марчук Волинська область               | Руслан Пєчніков Київ                          |
| 2009              |                                       |                                               |                                               |
| 2010              | чемпіон не визначався                 |                                               |                                               |
| 2011              |                                       |                                               |                                               |
| 2012              | чемпіон не визначався                 |                                               |                                               |
| 2013              | Руслан Печніков Київ                  | Богдан Тищук Волинська область                | Глива Євген Сумська область                   |
| 2014              | Петро Михальчук Рівненська область    | Дмитро Пожевілов Харківська область           | Олексій Погорелий Харківська область          |
| 2015 (вгору)      |                                       |                                               |                                               |
| 2015 (вгору-вниз) | Вадим Рогозовський Київ               | Андрій Борис Івано-Франківська область        | Сергій Расчупкін Закарпатська область         |
| 2016 (вгору)      | Сергій Расчупкін Закарпатська область | Володимир Юрчук Івано-Франківська область     | Олександр Ченікало Львівська область          |
| 2016 (вгору-вниз) | Костянтин Коляда Львівська область    | Анатолій Бондаренко Дніпропетровська область  | Сергій Расчупкін Закарпатська область         |
| 2016 (довга)      | Сергій Попов Київ                     | Ігор Панченко Сумська область                 | Володимир Крицкалюк Івано-Франківська область |
| 2017 (вгору)      | чемпіон не визначався                 |                                               |                                               |
| 2017 (вгору-вниз) | Сергій Расчупкін Закарпатська область | Олександр Ченікало Львівська область          | Вадим Рогозовський Київ                       |
| 2017 (довга)      | Сергій Попов Київ                     | Володимир Крицкалюк Івано-Франківська область | Сергій Расчупкін Закарпатська область         |
| 2018 (вгору)      | Сергій Расчупкін Закарпатська область | Анатолій Бондаренко Дніпропетровська область  | Сергій Попов Київ                             |
| 2018 (вгору-вниз) | Олександр Ченікало Львівська область  | Анатолій Бондаренко Дніпропетровська область  | Сергій Расчупкін Закарпатська область         |
| 2018 (довга)      | Сергій Попов Київ                     | Ігор Слюсаренко Полтавська область            | Сергій Сапіга Тернопільська область           |
| 2019 (вгору)      | Сергій Расчупкін Закарпатська область | Олександр Ченікало Львівська область          | Богдан Добранський Львівська область          |
| 2019 (вгору-вниз) | Олександр Ченікало Львівська область  | Анатолій Бондаренко Дніпропетровська область  | Богдан Добранський Львівська область          |
| 2019 (довга)      | Сергій Попов Київ                     | Анатолій Бондаренко Дніпропетровська область  | Ігор Слюсаренко Полтавська область            |
| 2020              | чемпіони не визначались               |                                               |                                               |
| 2021 (вгору-вниз) | Богдан Добранський Львівська область  | Олександр Ченікало Львівська область          | Станіслав Козак Львівська область             |
| 2022              | чемпіони не визначались               |                                               |                                               |
| 2023 (вгору-вниз) | Олександр Ченікало Львівська область  | Павло Клим Закарпатська область               | Олександр Сітковський Донецька область        |
| після 2023        | чемпіони не визначались               |                                               |                                               |

## Крос
| Чемпіонат            | Золото                                   | Срібло                                      | Бронза                                     |
| -------------------- | ---------------------------------------- | ------------------------------------------- | ------------------------------------------ |
| 1992 (коротка)       |                                          |                                             |                                            |
| 1992 (довга)         |                                          |                                             |                                            |
| 1993 (коротка)       |                                          |                                             |                                            |
| 1993 (довга)         |                                          |                                             |                                            |
| 1994 (коротка)       |                                          |                                             |                                            |
| 1994 (довга)         |                                          |                                             |                                            |
| 1995 (коротка)       |                                          |                                             |                                            |
| 1995 (довга)         |                                          |                                             |                                            |
| 1996 (коротка)       |                                          |                                             |                                            |
| 1996 (довга)         |                                          |                                             |                                            |
| 1997 (коротка)       |                                          |                                             |                                            |
| 1997 (довга)         |                                          |                                             |                                            |
| 1998 (коротка)       |                                          |                                             |                                            |
| 1998 (довга)         |                                          |                                             |                                            |
| 1999 (коротка)       | Андрій Наумов Донецька область           | Роман Івасів Івано-Франківська область      | Ігор Ліщинський Донецька область           |
| 1999 (довга)         | Олександр Кузін Дніпропетровська область | Сергій Русецький Вінницька область          | Віктор Роговий Київ                        |
| 2000 (коротка)       |                                          |                                             |                                            |
| 2000 (довга)         |                                          |                                             |                                            |
| 2001 (коротка)       |                                          |                                             |                                            |
| 2001 (довга)         |                                          |                                             |                                            |
| 2002 (коротка)       | Микола Новицький Київ                    | Сергій Редько Луганська область             | Іван Гешко Хмельницька область             |
| 2002 (довга)         | Євген Божко Харківська область           | Андрій Наумов Донецька область              | Василь Матвійчук Хмельницька область       |
| 2003 (коротка)       |                                          |                                             |                                            |
| 2003 (довга)         |                                          |                                             |                                            |
| 2004 (коротка)       |                                          |                                             |                                            |
| 2004 (довга)         |                                          |                                             |                                            |
| 2005 (коротка/зима)  | Дмитро Барановський Київська область     | Віталій Рибак Хмельницька область           | Олександр Сітковський Донецька область     |
| 2005 (довга/зима)    | Віталій Рибак Хмельницька область        | Василь Ремщук Вінницька область             | Андрій Наумов Донецька область             |
| 2005 (коротка/осінь) |                                          |                                             |                                            |
| 2005 (довга/осінь)   | Леонід Рибак Хмельницька область         |                                             |                                            |
| 2006 (коротка/весна) | Олександр Сітковський Донецька область   | Микола Новицький Київ                       | Сергій Матковський Кіровоградська область  |
| 2006 (довга/весна)   | Віталій Шафар Волинська область          | Дмитро Барановський Київська область        | Микола Рудик Вінницька область             |
| 2006 (коротка/осінь) | Роман Пасічник Вінницька область         | Василь Цікало Львівська область             | Віталій Дмитрюк Чернігівська область       |
| 2006 (довга/осінь)   | Ігор Гелетій Івано-Франківська область   | Леонід Рибак Хмельницька область            | Василь Ремщук Вінницька область            |
| 2007 (коротка/весна) | Дмитро Барановський Київська область     | Віталій Рибак Чернівецька область           | Сергій Бондар Київ                         |
| 2007 (довга/весна)   | Сергій Зачепа Київська область           | Віталій Рибак Чернівецька область           | Василь Ремщук Вінницька область            |
| 2007 (коротка/осінь) | Роман Пасічник Вінницька область         | Василь Цикало Львівська область             | Віталій Дмитрюк Чернівецька область        |
| 2007 (довга/осінь)   | Ігор Гелетій Івано-Франківська область   | Леонід Рибак Хмельницька область            | Василь Ремщук Вінницька область            |
| 2008 (коротка/весна) | Богдан Семенович Київська область        | Тарас Сало Львівська область                | Михайло Богданов Херсонська область        |
| 2008 (довга/весна)   | Ігор Гелетій Івано-Франківська область   | Тарас Сало Львівська область                | Богдан Семенович Київська область          |
| 2008 (коротка/осінь) | Вадим Слободенюк Рівненська область      | Дмитро Барановський Київська область        | Андрій Мельник Івано-Франківська область   |
| 2008 (довга/осінь)   | Євген Божко Харківська область           | Михайло Іверук Рівненська область           | Віталій Рибак Чернівецька область          |
| 2009 (коротка/весна) | Роман Пасічник Вінницька область         | Сергій Лисенко Полтавська область           | Олександр Романюк Волинська область        |
| 2009 (довга/весна)   | Василь Ремщук Вінницька область          | Олександр Романюк Волинська область         | Юрій Гичун Рівненська область              |
| 2009 (коротка/осінь) | Дмитро Барановський Київська область     | Андрій Мельник Івано-Франківська область    | Михайло Богданов Херсонська область        |
| 2009 (довга/осінь)   | Роман Пасічник Вінницька область         | Максим Янішевський Дніпропетровська область | Олександр Матвійчук Хмельницька область    |
| 2010 (коротка/весна) | Сергій Лисенко Полтавська область        | Максим Кривоніс Івано-Франківська область   | Сергій Рибак Вінницька область             |
| 2010 (довга/весна)   | Тарас Сало Львівська область             | Леонід Рибак Хмельницька область            | Богдан Семенович Київська область          |
| 2010 (коротка/осінь) | Артем Казбан Дніпропетровська область    | Володимир Киц Київська область              | Андрій Мельник Івано-Франківська область   |
| 2010 (довга/осінь)   | Ігор Гелетій Івано-Франківська область   | Максим Кривоніс Івано-Франківська область   | Василь Ремщук Вінницька область            |
| 2011 (коротка/весна) | Роман Пасічник Вінницька область         | Андрій Мельник Івано-Франківська область    | Сергій Рибак Вінницька область             |
| 2011 (довга/весна)   | Олександр Матвійчук Хмельницька область  | Роман Романенко Закарпатська область        | Олександр Лабзюк Київська область          |
| 2011 (коротка/осінь) | Володимир Киц Київська область           | Андрій Мельник Івано-Франківська область    | Вадим Слободенюк Рівненська область        |
| 2011 (довга/осінь)   | Ігор Гелетій Івано-Франківська область   | Михайло Іверук Рівненська область           | Дмитро Лашин Київська область              |
| 2012 (коротка/весна) | Олександр Жулинський Хмельницька область | Богдан Семенович Київська область           | Сергій Рибак Вінницька область             |
| 2012 (довга/весна)   | Богдан Семенович Київська область        | Антон Сімонов Дніпропетровська область      | Юрій Грицак Миколаївська область           |
| 2012 (коротка/осінь) | Роман Пасічник Вінницька область         | Андрій Мельник Івано-Франківська область    | Володимир Киц Київська область             |
| 2012 (довга/осінь)   | Ігор Гелетій Івано-Франківська область   | Богдан Семенович Київська область           | Дмитро Лашин Київська область              |
| 2013 (коротка/весна) | Павло Верецький Донецька область         | Ілля Сухарєв Донецька область               | Василь Коваль Житомирська область          |
| 2013 (довга/весна)   | Олександр Матвійчук Хмельницька область  | Богдан Семенович Київська область           | Ігор Гелетій Івано-Франківська область     |
| 2013 (коротка/осінь) | Олександр Борисюк Волинська область      | Володимир Киц Київська область              | Павло Олійник Чернігівська область         |
| 2013 (довга/осінь)   | Роман Романенко Дніпропетровська область | Ігор Гелетій Івано-Франківська область      | Руслан Савчук Полтавська область           |
| 2014 (коротка/весна) | Андрій Мельник Івано-Франківська область | Василь Коваль Житомирська область           | Руслан Даньків Тернопільська область       |
| 2014 (довга/весна)   | Ігор Порозов Дніпропетровська область    | Юрій Грицак Миколаївська область            | Олексій Обуховський Вінницька область      |
| 2014 (довга/осінь)   | Ігор Гелетій Івано-Франківська область   | Олександр Матвійчук Хмельницька область     | Дмитро Лашин Київська область              |
| 2015 (коротка/весна) | Павло Олійник Чернігівська область       | Сергій Рибак Харківська область             | Дмитро Дідоводюк Івано-Франківська область |
| 2015 (довга/весна)   | Руслан Савчук Полтавська область         | Ігор Порозов Хмельницька область            | Юрій Грицак Миколаївська область           |
| 2015 (коротка/осінь) | Роман Ростикус Львівська область         | Володимир Киц Київська область              | Василь Коваль Житомирська область          |
| 2015 (довга/осінь)   | Дмитро Лашин Київська область            | Василь Коваль Житомирська область           | Руслан Савчук Полтавська область           |
| 2016 (коротка/весна) | Сергій Рибак Харківська область          | Юрій Грицак Миколаївська область            | Сергій Дуган Чернівецька область           |
| 2016 (довга/весна)   | Олександр Матвійчук Хмельницька область  | Юрій Грицак Миколаївська область            | Антон Потоцький Полтавська область         |
| 2016 (коротка/осінь) | Володимир Киц Київська область           | Дмитро Мягков Одеська область               | Юрій Кіщенко Одеська область               |
| 2016 (довга/осінь)   | Дмитро Сірук Рівненська область          | Роман Романенко Дніпропетровська область    | Іван Стребков Тернопільська область        |
| 2017 (коротка)       | Володимир Киц Київська область           | Юрій Кіщенко Одеська область                | Богдан-Іван Городиський Львівська область  |
| 2017 (довга)         | Єгор Жуков Донецька область              | Артем Казбан Дніпропетровська область       | Дмитро Сірук Рівненська область            |
| 2018 (коротка)       | Олег Каяфа Київська область              | Володимир Киц Київська область              | Юрій Кіщенко Одеська область               |
| 2018 (довга)         | Василь Коваль Житомирська область        | Богдан-Іван Городиський Київ                | Єгор Жуков Донецька область                |
| 2019 (коротка)       | Юрій Кіщенко Київська область            | Олег Каяфа Київська область                 | Роман Ростикус Львівська область           |
| 2019 (довга)         | Іван Стребков Тернопільська область      | Богдан-Іван Городиський Київ                | Дмитро Сірук Рівненська область            |
| 2020                 | чемпіони не визначались                  |                                             |                                            |
| 2021 (коротка)       | Роман Ростикус Львівська область         | Володимир Киц Київська область              | Євген Кузнєцов Дніпропетровська область    |
| 2021 (довга)         | Віталій Шафар Волинська область          | Дмитро Сірук Рівненська область             | Ігор Гелетій Івано-Франківська область     |
| 2022 (коротка)       | Володимир Киц Київська область           | Роман Ростикус Львівська область            | Олег Каяфа Київська область                |
| 2022 (довга)         | Дмитро Сірук Рівненська область          | Василь Коваль Житомирська область           | Роман Романенко Харківська область         |
| 2023 (коротка)       | Вадим Лонський Донецька область          | Андрій Краковецький Вінницька область       | Євген Кузнєцов Донецька область            |
| 2023 (довга)         | Дмитро Сірук Рівненська область          | Ігор Порозов Київська область               | Іван Стребков Тернопільська область        |
| 2024 (коротка)       | Вадим Лонський Донецька область          | Василь Сабуняк Київ                         | Руслан Наумов Донецька область             |
| 2024 (довга)         | Роман Ростикус Львівська область         | Вадим Лонський Донецька область             | Ігор Порозов Київська область              |